# Comisión de Gobierno Interior, Nacionalidad, Ciudadanía y Regionalización de la Cámara de Diputados de Chile
La Comisión de Gobierno Interior, Nacionalidad, Ciudadanía y Regionalización, corresponde a una de las comisiones permanentes de la Cámara de Diputados de Chile, en la cual, una serie de Diputados formulan proyectos de ley referentes al tema del cual trata la comisión, en este caso, todas aquellas mociones destinadas a mejorar la Regionalización, promover la Descentralización, atender asuntos referentes a la nacionalidad chilena y velar por la seguridad y el orden interno del país.

## Historia
Esta Comisión fue creada en 1840, dependiendo en ese entonces del Ministerio del Interior. Su nombre varió en diversas ocasiones, primero se llamó Comisión Permanente de Gobierno Interior, en 1891 era de Gobierno y Relaciones Exteriores, en 1915 pasó a ser de Gobierno y Policía Interior.
Desde 1937 se llamó Comisión de Gobierno Interior, nombre que conservó hasta la suspensión del régimen democrático, en 1973. Con el retorno a la democracia (1990), e iniciado el proceso de regionalización del país, incorporó el nombre que recibe en la actualidad.
La convocatoria a sesión debe ser realizada por los respectivos presidentes de las Comisiones.
Todas las Comisiones Permanentes son grupos de trabajo integrados por 5 senadores o 13 diputados cuya función es permitir el estudio detallado de los proyectos de ley y demás materias sometidas a conocimiento de la Cámara correspondientes, usualmente se recibe la opinión de expertos en la materia de que se trate y se ofrecen audiencias a organizaciones de la sociedad civil interesadas en el tema.

## Composición actual
En el LVI periodo legislativo del Congreso Nacional de Chile (2022-2026) la comisión está presidida por Carlos Bianchi Chelech (Ind.) para el período 2022-2023 e integrada por otros 12 diputados:
- Danisa Astudillo Peiretti (PS)
- Miguel Ángel Becker Alvear (RN)
- Bernardo Berger Fett (Ind-RN)
- Juan Fuenzalida Cobo (UDI)
- Johannes Kaiser (Ind-PRCh)
- Cosme Mellado Pino (PR)
- Javiera Morales Alvarado (Ind-CS)
- Rubén Oyarzo Figueroa (PDG)
- Joanna Pérez Olea (PDC)
- Catalina Pérez Salinas (RD)
- Carolina Tello Rojas (PCCh)
- Renzo Trisotti Martínez (UDI)

## Composición en periodos anteriores

### LIII Periodo Legislativo
En el período legislativo 2010-2014 la comisión estuvo presidida por Enrique Estay Peñaloza (UDI) y sus integrantes fueron:
- Pedro Pablo Álvarez-Salamanca Ramírez (Ind UDI)
- Germán Becker Alvear (RN)
- Sergio Ojeda Uribe (DC)
- Ramón Farías Ponce (PPD)
- Celso Morales Muñoz (UDI)
- Marta Isasi Barbieri (Ind UDI)
- Marcela Sabat Fernández (RN)
- Marcelo Schilling Rodríguez (PS)
- Gabriel Ascencio Mansilla (DC)
- Cristián Campos Jara (PPD)
- Luis Lemus Aracena (PRI)
- María José Hoffmann Opazo (UDI)